# 蒋清
蒋清（？—755年），乐安博昌（今山东博兴）人，唐朝官员，安史之乱中死节忠臣，被追谥曰忠。出身乐安蒋氏，吏部侍郎蒋钦绪之子。

## 家世
- 祖蒋元祐，徐州彭城县令，赠秘书少监。
- 父蒋钦绪，吏部侍郎、大理卿，累赠至礼部尚书，谥曰忠。
- 母兰陵萧氏，故中书令萧至忠之妹也，生男女九人（浟、演、漾、溢、溶、沇、清等）。

## 生平
举明经及第，调补太子校书郎、巩县主簿，被御史中丞卢奕授兼任御史台属官。天宝十四载，安禄山大军攻陷东都洛阳，东都留守李憕、留台御史中丞卢奕和蒋清三人被生擒，因不愿投降被杀，首级被叛军用以宣示河北诸郡。至平原郡，太守颜真卿斩杀叛军使者，将首级祭祀安敛，并上表奏闻。唐朝庭得知后，追赠李憕司徒，卢奕武部尚书，崔无诐工部尚书，蒋清文部郎中。
蒋清夫人范阳卢氏，以夫死于国难，曾投井自尽，后幸免于难。她抚养刚出生周月的女儿，直至成人。蒋氏后嫁给殿中少监琅琊王汶，子王衮元和八年（813年）任伊阙县主簿时，受母命将外祖父蒋清与卢夫人（原葬在伊阙）合葬邙山。长庆三年（823年），王衮为度支郎，上书请求追赠蒋清。是年五月，太常寺再次追赠蒋清为礼部侍郎，追谥曰忠，特恩封卢夫人范阳郡夫人。
蒋清无子，以兄蒋溢之子蒋郕为后。蒋郕官至陕州大都督府左司马，卒于元和十二年（817）。夫人薛氏，孟颜、季颜二子明经及第，仲颁以门荫授华州参军。一子出家为僧，卒于元和十一年。一女嫁给王衮（即蒋清外孙），一女蒋倩嫁都官员外郎王高。

## 延伸阅读
[在维基数据编辑]
 《舊唐書·卷187下》，出自刘昫《舊唐書》